# Maria Scatolera

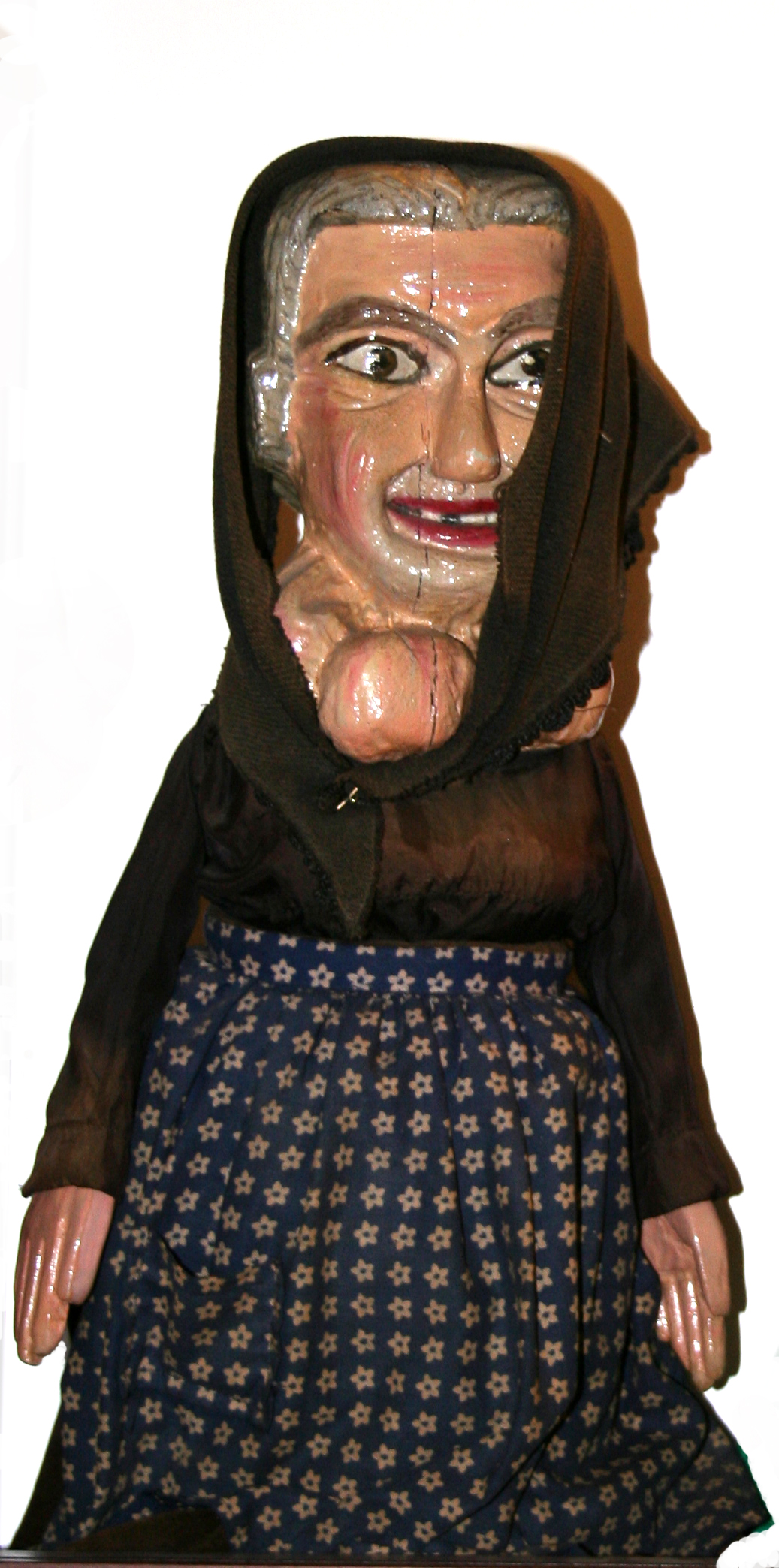
Maria Scatolera

 Maria Scatolera, burattino bergamasco, è la madre di Gioppino, altro burattino, entrambe maschere del teatro popolare bergamasco e figure particolarmente amate dal pubblico dei bambini.